# Egor Azarkevich
Egor Azarkevich artiestennaam van Yahor Azarkevich (Russisch: Его́р Серге́евич Азарке́вич; Wit-Russisch: Яго́р Сярге́евіч Азарке́віч) (Minsk, 26 juni 1997) is een Wit-Ruslandse muziekproducent.